# VM i atletik 1983
VM i atletik 1983 blev afholdt i Helsinki i Finland på Olympiastadion fra den 7. til den 14. august.
Indtil 1983 havde OL altid været højdepunktet i atletik og betragtet som verdensmesterskabet.
I begyndelsen af 1980'erne besluttede IAAF, det internationale atletikforbind at de ville have et verdensmesterskab og det første blev afholdt i 1983 i Helsinki. 
| Atletik | Spire Denne artikel om atletik er en spire som bør udbygges. Du er velkommen til at hjælpe Wikipedia ved at udvide den. |